# Bahubal
Bahubal è un sottodistretto (upazila) del Bangladesh situato nel distretto di Habiganj, divisione di Sylhet. Si estende su una superficie di 250,66 km² e conta una popolazione di 137.402 abitanti (dato censimento 1991).